# André Gerartz
André Gerartz (* 12. Oktober 1993 in Köln) ist ein deutscher Eishockeyspieler.

## Werdegang
Der Angriffsspieler spielte im Nachwuchsbereich zunächst für die Eisbären Juniors Berlin und dann für den SC Riessersee und den ESV Kaufbeuren in der Deutschen Nachwuchsliga. Im Seniorenbereich spielte er von 2011 bis 2013 für den EC Peiting in der drittklassigen Oberliga Süd. In der Saison 2013/14 spielte André Gerartz für den EHC Timmendorfer Strand in der Oberliga Nord und erzielte dort 40 Tore. Daraufhin wechselte er zu dem Ligarivalen Hannover Indians, für die er in den folgenden beiden Spielzeiten 2014/15 und 2015/16 36 bzw. 35 Tore erzielte. Daraufhin wurden die Kassel Huskies aus der DEL2 auf Gerartz aufmerksam und verpflichteten ihn für die Saison 2016/17. Doch der Sprung war zu groß und Gerartz blieb in 14 Einsätzen ohne Torerfolg. Noch während der Spielzeit schloss sich Gerartz dem Oberligisten Crocodiles Hamburg an, für die er auf 38 Tore in der Saison 2016/17 und 32 Tore ein Jahr später kam. Während der Saison 2018/19 spielte Gerartz für die Moskitos Essen, bevor er in den beiden folgenden Spielzeiten nach Hamburg zurückkehrte. In der Saison 2021/22 wechselte er dann zum Ligarivalen Black Dragons Erfurt, bevor er sich im Sommer 2022 dem Herforder EV anschloss. Seit der Saison 2023/24 spielt Gerartz für die Harzer Falken in der Regionalliga Nord.